# Anton Ohlig
Anton Ohlig (* 5. März 1872 in Kesselheim; † 5. August 1933 in Rüdesheim am Rhein) war ein Schaumweinproduzent und gründete 1919 mit Wilhelm Heymach die Rheingauer Schaumweinkellerei Ohlig & Co/ heute Rüdesheimer Sektkellerei OHLIG GmbH und Co. KG.
Der Bauernsohn studierte nach seinem Abitur 1891 von 1892 bis 1896 an der Königlichen Lehranstalt für Obst- und Weinbau zu Geisenheim (heute Hochschule Geisenheim) Wein-, Obst-, Gartenbau und Kellerwirtschaft. In der ersten deutschen Champagner-Fabrik Ewald & Dietrich (gegründet 1858) arbeitete er nach seinem Studium als Kellermeister. Am 10. Mai 1901 heiratete er Gertrude Stromberg. Während des Ersten Weltkrieges war er mit dem Rüdesheimer Feinkosthändler Wilhelm Heymach befreundet. Dieser belieferte die deutschen Truppen an der Westfront. Gemeinsam kamen die beiden auf die Idee selbst erzeugten Sekt anzubieten und planten die Gründung einer eigenen Sektkellerei. Die Gründung wird auf den 1. Oktober 1919 datiert. Sein dritter Nachkomme, Nikolaus, genannt Niko, Ohlig übernahm nach dem Tod des Vaters die Sektkellerei Ohlig und zog mit ihr 1953 in die Rüdesheimer Kaiserstraße 4a um.